# Dúbravy
Dúbravy (bis 1927 slowakisch „Dúbrava“ oder „Očovská Dúbrava“; ungarisch Kisócsa – bis 1907 Dobróocsova) ist eine Gemeinde in der Mitte der Slowakei mit 955 Einwohnern (Stand 31. Dezember 2024), die im Okres Detva, einem Teil des Banskobystrický kraj, liegt.

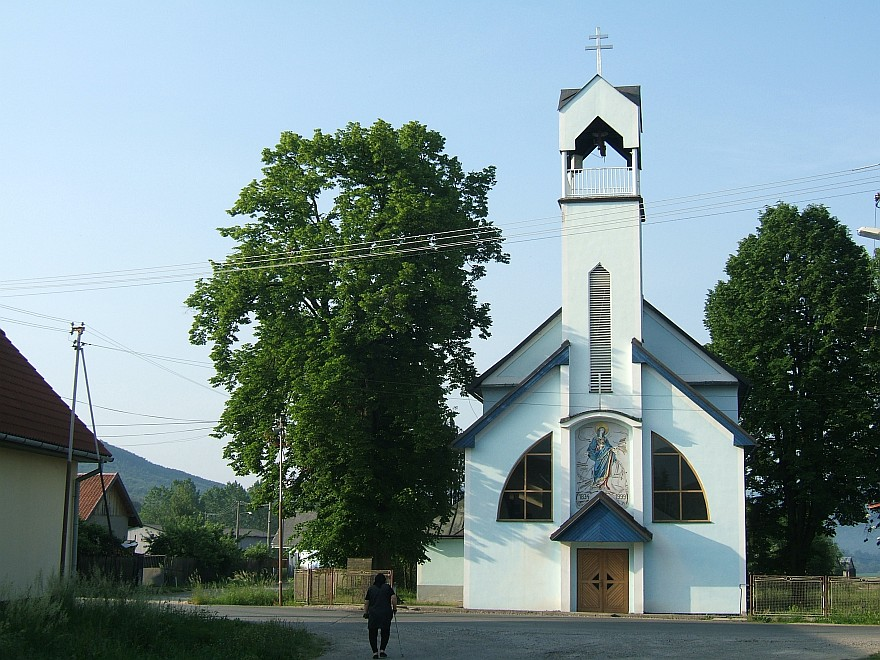
Kirche Maria von den Sieben Schmerzen

## Geographie
Die Gemeinde befindet sich im Osten des Talkessels Zvolenská kotlina zwischen den Bächen Dúbravský potok im Osten und Želobudzský potok im Westen, beide im Einzugsgebiet der Slatina. Vom Norden und teilweise Osten her wird Dúbravy von den Bergen der Poľana überschattet. Das Ortszentrum liegt auf einer Höhe von 436 m n.m. und ist sieben Kilometer von Detva sowie 22 Kilometer von Zvolen entfernt.
Nachbargemeinden sind Očová im Südwesten, Westen und Norden und Detva im Osten und Südosten.

## Geschichte
Über die Geschichte von Dúbravy bis zum 18. Jahrhundert ist nahezu nichts bekannt, das heutige Gemeindegebiet war aber ein dichter Eichenwald in einer Ecke des damaligen Herrschaftsguts Vígľaš. Daraus erhielt der Ende des 18. Jahrhunderts durch Ausgliederung von Očová entstandene Ort seinen Namen (das Wort dúbrava bedeutet auf Deutsch „Eichenhain“). 1828 zählte man 28 Häuser und 249 Einwohner, die von Landwirtschaft und Viehhaltung lebten. 1832 entstand die erste Schule, ergänzt im Jahr 1863 durch eine katholische Schule.
Bis 1918 gehörte der im Komitat Sohl liegende Ort zum Königreich Ungarn und kam danach zur Tschechoslowakei beziehungsweise heute Slowakei. Die Gemeinde war zwar selbständig, blieb aber in vielen administrativen Angelegenheiten eng mit Očová verbunden; so entstand das erste Postamt erst im Jahr 1929. Nachdem die Volksschule 1976 geschlossen wurde, bleibt bis heute nur ein Kindergarten in Dúbravy.

## Bevölkerung
| Jahr                | 1994 | 2004    | 2014    | 2024    |
| ------------------- | ---- | ------- | ------- | ------- |
| Anzahl der Personen | 1011 | 1002    | 929     | 955     |
| Unterschied         |      | −0,89 % | −7,28 % | +2,79 % |

| Jahr                | 2023 | 2024    |
| ------------------- | ---- | ------- |
| Anzahl der Personen | 959  | 955     |
| Unterschied         |      | −0,41 % |

Gemäß der Volkszählung 2011 wohnten in Dúbravy 935 Einwohner, davon 865 Slowaken, fünf Roma, vier Tschechen und ein Mährer. 60 Einwohner machten diesbezüglich keine Angabe. 676 Einwohner bekannten sich zur römisch-katholischen Kirche, 15 Einwohner zur evangelischen Kirche A. B., 14 Einwohner zur kongregationalistischen Kirche, zwei Einwohner zur jüdischen Gemeinde und jeweils ein Einwohner zu den Zeugen Jehovas sowie zur griechisch-katholischen Kirche; zehn Einwohner bekannten sich zu einer anderen Konfession. 57 Einwohner waren konfessionslos und bei 159 Einwohnern wurde die Konfession nicht ermittelt.

## Bauwerke
- römisch-katholische Kirche Maria von den Sieben Schmerzen aus den Jahren 1833–34